# Додин, Лев Абрамович
Лев Абра́мович До́дин (род. 14 мая 1944, Сталинск, Кемеровская область) — советский и российский театральный режиссёр и педагог; народный артист России (1993), лауреат Государственной премии СССР (1986), трёх Государственных премий России (1992, 2003, 2016) и премии Президента Российской Федерации (2001).

## Биография
Родился 14 мая 1944 года в Сталинске (ныне Новокузнецк), где его родители находились в эвакуации. В 1945 году семья вернулась в Ленинград. С детства увлечённый театром, Лев Додин вместе с одноклассником Сергеем Соловьёвым занимался в Театре юношеского творчества (ТЮТ) при Ленинградском дворце пионеров под руководством Матвея Дубровина. Сразу после школы, в 1961 году, поступил в Ленинградский институт театра, музыки и кинематографии на курс Б. В. Зона. Вместе с ним здесь в актёрской группе учились Ольга Антонова, Виктор Костецкий, Леонид Мозговой, Сергей Надпорожский, Наталья Тенякова, Владимир Тыкке. Но завершил обучение Л. А. Додин на год позднее своих однокурсников на режиссёрском отделении в мастерской Зона.
Окончив в 1966 году институт, Додин дебютировал как режиссёр телеспектаклем «Первая любовь» по повести И. С. Тургенева. Работал в Ленинградском ТЮЗе, где поставил, в частности, «Свои люди — сочтёмся» А. Н. Островского (1973) и несколько спектаклей вместе с Зиновием Корогодским.
В 1967 году Лев Додин начал преподавать актёрское мастерство и режиссуру в ЛГИТМиК, воспитал не одно поколение актёров и режиссёров.
В 1975—1979 годах работал в Театре драмы и комедии на Литейном, поставил спектакли «Недоросль» Д. И. Фонвизина, «Роза Берндт» Г. Гауптмана и др.
Ставил спектакли на Малой сцене БДТ — моноспектакль Олега Борисова «Кроткая» по повести Ф. М. Достоевского (1981) и во МХАТе — «Господа Головлёвы» по роману М. Е. Салтыкова-Щедрина с Иннокентием Смоктуновским (1984), «Кроткая» с Олегом Борисовым (1985).
В 1975 году постановкой спектакля «Разбойник» по пьесе К. Чапека началось сотрудничество Льва Додина с Малым драматическим театром. С 1983 года он является художественным руководителем театра, а с 2002 года и директором.
В 1992 году Лев Додин и руководимый им театр были приглашены в состав Союза театров Европы, а в сентябре 1998 года Малый драматический получил статус «Театра Европы», — третьим, после Театра Одеон в Париже и театра «Пикколо» Джорджо Стрелера.
Спектакли Льва Додина игрались в 27 странах мира — Австралии, Великобритании, Германии, Италии, США, Франции, Японии и в других. Осенью 1999 года в Италии прошёл фестиваль спектаклей Додина.
В ноябре 2020 года Додин представил премьеру своего спектакля по мотивам творчества Достоевского «Братья Карамазовы» на сцене Малого драматического театра — Театра Европы. В 2021 году спектакль стал победителем Высшей театральной премии Санкт-Петербурга «Золотой софит» в номинации «Лучший спектакль большой формы».
После вторжения России на Украину в феврале 2022 года Лев Додин обратился с открытым письмом к президенту России Путину с просьбой остановить войну.
|  | Сегодня, когда над нашими головами вместо голубей мира летают ракеты ненависти и смерти, сказать могу только одно: остановитесь! Организм человечества не лечится хирургическими операциями. От любого оперативного вмешательства истекает кровью тот, кого оперируют, и заражается неизлечимым сепсисом тот, кто оперирует. Остановите хирургическое вмешательство. Наложите жгуты на раны. Совершим невозможное: сделаем 21 век таким, каким он мечтался, а не таким, каким мы его сделали. Я делаю то единственное, что могу: я умоляю, остановитесь! Остановитесь. Я УМОЛЯЮ!— Лев Додин |

## Семья
- Отец — Абрам Львович Додин (1907—1982), доктор геолого-минералогических наук (1948), специалист в области стратиграфии, тектоники и региональной геологии.
- Мать — Циля Абрамовна Добкес, врач-педиатр.
- Брат — Давид Додин (1935—2020), доктор геолого-минералогических наук, член-корреспондент РАН[10]. Сестра — Роза.
- Отец матери — Абрам Шнеерович Добкес (1877—?) и её сестра Любовь Абрамовна (1919—?) пережили первый блокадный год в Ленинграде[11] и были эвакуированы из города в 1942 году[12].
- Племянница — Дина Додина, заместитель художественного руководителя Академического Малого драматического театра — Театра Европы.
- Первая жена — Наталья Тенякова (1944—2025), актриса, народная артистка РФ (1994).
- Вторая жена — Татьяна Шестакова (род. 1948), актриса, народная артистка РФ (1995).

## Постановки
Ленинградский ТЮЗ
- 1968 — «Наш цирк» Сочинение и постановка З. Корогодского, Л. Додина, В. М. Фильштинского. Художник З. Аршакуни
- 1969 — «Наш, только наш…». Сочинение и постановка З. Корогодского, Додина, В. Фильштинского. Художник М. Азизян
- 1970 — «Сказки Чуковского» («Наш Чуковский»). Сочинение и постановка З. Корогодского, Додина, В. Фильштинского. Художники З. Аршакуни, Н. Полякова, А. Е. Порай-Кошиц, В. Соловьёва (под руководством Н. Ивановой)
- 1971 — «Открытый урок». Сочинение и постановка З. Корогодского, Додина, В. Фильштинского. Художник А. Е. Порай-Кошиц
- 1971 — «А вот что бы ты выбрал?..» А. Кургатникова. Художник М. Смирнов

Малый драматический театр
- 1974 — «Разбойник» К. Чапека. Оформление Э. Кочергина, костюмы И. Габай
- 1977 — «Татуированная роза» Т. Уильямса. Оформление М. Катаева, костюмы И. Габай
- 1978 — «Назначение» А. Володина. Художник М. Китаев
- 1979 — «Живи и помни» по повести В. Распутина. Оформление Э. Кочергина, костюмы И. Габай
- 1980 — «Дом» по роману Ф. Абрамова. Оформление Э. Кочергина, костюмы И. Габай
- 1984 — «Скамейка» А. Гельмана. Режиссёр Е. Арье. Художник Д. А. Крымов (художественный руководитель постановки)
- 1985 — «Братья и сёстры» по трилогии Ф. Абрамова «Пряслины». Оформление Э. Кочергина, костюмы И. Габай
- 1986 — «Повелитель мух» по роману У. Голдинга. Художник Д. Л. Боровский
- 1987 — «В сторону солнца» по одноактным пьесам А. Володина. Художник М. Китаев
- 1987 — «Звёзды на утреннем небе» А. Галина. Режиссёр Т. Шестакова. Художник А. Е. Порай-Кошиц (художественный руководитель постановки)
- 1988 — «Старик» по роману Ю. Трифонова. Оформление Э. Кочергина, костюмы И. Габай
- 1988 — «Возвращённые страницы» (литературный вечер). Постановка Додина. Режиссёр В. Галендеев. Художник А. Е. Порай-Кошиц
- 1990 — «Gaudeamus» по мотивам повести С. Каледина «Стройбат». Художник А. Е. Порай-Кошиц
- 1991 — «Бесы» по Ф. М. Достоевскому. Оформление Э. Кочергина, костюмы И. Габай
- 1992 — «Разбитый кувшин» Г. фон Клейста. Режиссёр В. Фильштинский. Оформление А. Орлова, костюмы О. Саваренской (художественный руководитель постановки)
- 1994 — «Любовь под вязами» Ю. О’Нила. Оформление Э. Кочергина, костюмы И. Габай
- 1994 — «Вишнёвый сад» А. П. Чехова. Оформление Э. Кочергина, костюмы И. Габай
- 1994 — «Клаустрофобия» по мотивам современной русской прозы. Художник А. Е. Порай-Кошиц
- 1997 — «Пьеса без названия» А. П. Чехова. Оформление А. Е. Порай-Кошиц, костюмы И. Цветковой
- 1999 — «Чевенгур» по А. П. Платонову. Художник А. Е. Порай-Кошиц
- 2000 — «Молли Суини» Б. Фрила. Художник Д. Л. Боровский
- 2001 — «Чайка» А. П. Чехова. Художник А. Е. Порай-Кошиц
- 2002 — «Московский хор» Л. Петрушевской (художественный руководитель постановки
- 2003 — «Дядя Ваня» А. П. Чехова. Художник Д. Л. Боровский
- 2006 — «Король Лир» У. Шекспира. Художник Д. Л. Боровский
- 2007 — «Жизнь и судьба» по В. С. Гроссману, инсценировка Л. Додина.
- 2007 — «Варшавская мелодия» Л. Зорина (художественный руководитель постановки) Идея сценографии Д. Л. Боровский; Художник А. Е. Порай-Кошиц.
- 2008 — «Долгое путешествие в ночь» Ю. О’Нила
- 2008 — «Бесплодные усилия любви» У. Шекспира
- 2009 — «Повелитель мух» У. Голдинга. Сценография и костюмы Д. Л. Боровский; реализация сценографии А. Е. Порай-Кошиц.
- 2009 — «Прекрасное воскресенье для разбитого сердца» Т. Уильямса. Художник Александр Боровский.
- 2010 — «Три сестры» А. П. Чехова.
- 2011 — «Портрет с дождём» по киносценарию А. Володина. Художник А. Боровский
- 2012 — «Коварство и любовь» Ф.Шиллера. Художник А. Боровский
- 2013 — «Враг народа» Г. Ибсена
- 2014 — «Вишнёвый сад» А. П. Чехова
- 2020 — «Карамазовы» Ф. М. Достоевского
- 2022 — «Чайка» А. П. Чехова. Художник А. Боровский
- 2023 — «Король Лир» У. Шекспира
- 2024 — «Палата №6» А. Чехова. Художник А. Боровский
- 2025 — «Ромео и Джульетта во мгле». Художник А. Боровский

Другие театры
- 1975 — «Роза Бернд» Г. Гауптмана. Художник Л. Михайлов. — Ленинградский областной Театр драмы и комедии.
- 1977 — «Недоросль» Д. Фонвизина. Оформление Э. Кочергина, костюмы И. Габай. — Ленинградский областной Театр драмы и комедии.
- 1980 — «Продолжение Дон Жуана» Э. Радзинского. Оформление М. Китаева, костюмы О. Саваренской. — Ленинградский театр Комедии.
- 1981 — «Кроткая» по Ф. М. Достоевскому. Оформление Э. Кочергина, костюмы И. Габай. — Ленинградский Большой драматический театр им. М. Горького.
- 1984 — «Господа Головлёвы» по М. Е. Салтыкову-Щедрину. Оформление Э. Кочергина, костюмы И. Габай. МХАТ им. М. Горького.
- 1985 — «Кроткая» по Ф. М. Достоевскому. Оформление Э. Кочергина, костюмы И. Габай. — МХАТ им. М. Горького
- 2017 — «Пиковая дама» П. И. Чайковского. Дирижёр М. Юровский. Художник Д. Боровский. — Большой театр, Москва[13]

Постановки за рубежом
- 1986 — «Банкрот» («Свои люди — сочтёмся!») А. Н. Островского. Оформление Э. Кочергина, костюмы И. Габай. — Национальный театр, Хельсинки, Финляндия.
- 1995 — «Электра» Р. Штрауса. Дирижёр К. Аббадо. Художник Д. Л. Боровский. — Зальцбургский пасхальный фестиваль.
- 1996 — «Электра» Р. Штрауса. Дирижёр К. Аббадо. Художник Д. Л. Боровский. — Театр Коммунале, Флорентийский музыкальный май.
- 1998 — «Леди Макбет Мценского уезда» Д. Д. Шостаковича. Дирижёр С. Бычков. Художник Д. Л. Боровский. — Театр Коммунале, Флорентийский музыкальный май.
- 1998 — «Пиковая дама» П. И. Чайковского. Дирижёр С.Бычков. Художник Д. Л. Боровский. — Нидерландская опера (Стопера), Амстердам.

### Фильмы-спектакли
- 1982 — «Дом» — фильм-спектакль по роману Фёдора Абрамова, в шедшей с 1982 года постановке Ленинградского МДТ, с премьерным составом участников этого спектакля.

## Признание
Почётные звания:

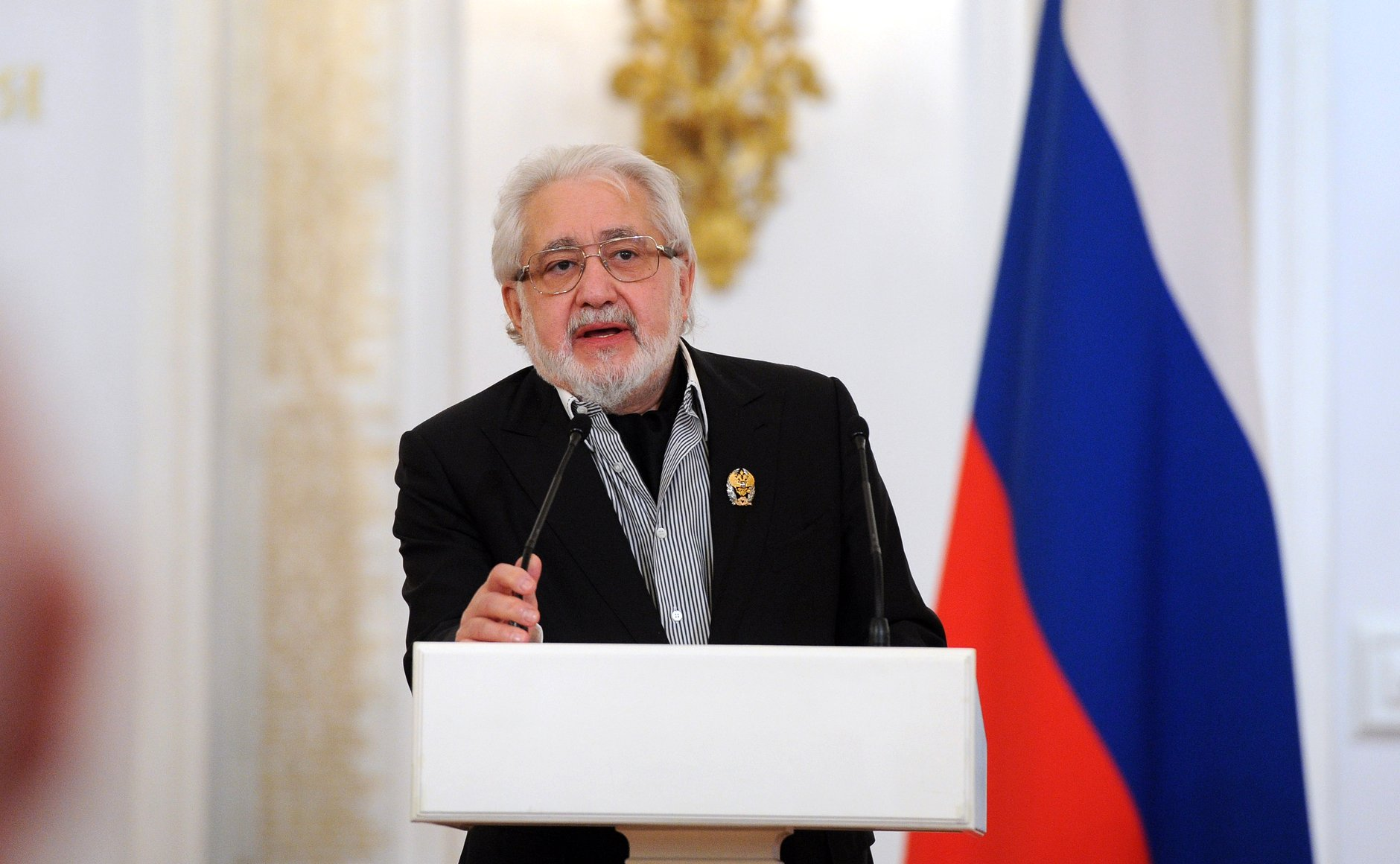
На церемонии вручения Государственных премий Российской Федерации. 12 июня 2016 года

- Заслуженный деятель искусств РСФСР (1986)
- Народный артист Российской Федерации (26 октября 1993) — за большие заслуги в области театрального искусства[14]

Премии:
- Государственная премия СССР (1986) — за спектакли «Дом» и «Братья и сёстры» по произведениям Ф. А. Абрамова в Малом драматическом театре
- Государственная премия Российской Федерации в области литературы и искусства 1992 года (25 декабря 1992) — за спектакль «Для веселья нам даны молодые годы» по мотивам повести С. Каледина «Стройбат» в Малом драматическом театре, г. Санкт-Петербург[15]
- Государственная премия Российской Федерации в области литературы и искусства 2002 года (5 июня 2003) — за спектакль Академического Малого драматического театра — Театра Европы «Московский хор»[16]
- Государственная премия Российской Федерации в области литературы и искусства 2015 года (9 июня 2016) — за вклад в развитие отечественного и мирового театрального искусства[17]
- Премия Президента Российской Федерации в области литературы и искусства 2000 года (25 апреля 2001)[18]
- Премия Правительства Российской Федерации в области культуры (17 декабря 2014) — за создание спектакля «Коварство и любовь» по трагедии Ф. Шиллера[19]

Ордена:
- Орден «За заслуги перед Отечеством» III степени (24 марта 2009) — за большой вклад в развитие отечественного театрального искусства и многолетнюю творческую деятельность[20]
- Орден «За заслуги перед Отечеством» IV степени (9 мая 2004) — за большой вклад в развитие театрального искусства[21]
- Орден Почёта (3 февраля 2015) — за большие заслуги в развитии отечественной культуры и искусства, телерадиовещания, печати и многолетнюю плодотворную деятельность[22]

Другие награды:
- Офицер ордена Искусств и литературы (Франция, 1994) — за огромный вклад в дело сотрудничества русской и французской культур
- Командор ордена Звезды Италии (Италия, 12 декабря 2016)[23][24]
- Европейская театральная премия (2000)
- Премия имени Георгия Товстоногова (2002)
- Почётный доктор СПбГУП (2006)
- Премия Федерации еврейских общин России «Человек года» (2007)
- Международная премия «Балтийская звезда» (2007)[25]
- Почётный член Российской академии художеств[26]
- Почётный Президент Союза театров Европы (2012)
- Театральная премия «Золотой софит» (2013)[27][28]
- Почётный знак отличия «За заслуги перед Санкт-Петербургом» (2013)[29]
- Премия «Золотая маска» в номинации «Лучший режиссёр» (2024)[30]

## Книги
- Додин Л. А. Путешествие без конца. Погружение в миры. «Три сестры» / Запись репетиций и составление Анны Огибиной. — СПб.: Балтийские сезоны, 2011. — 408 с. — ISBN 978-5-903368-59-4
- Додин Л. А. Путешествие без конца. Погружение в миры. Чехов / Запись репетиций и составление Анны Огибиной. — СПб.: Балтийские сезоны. 2010. — ISBN 978-5-903368-45-7
- Додин Л. А. Путешествие без конца. Погружение в миры / Запись репетиций и составление Анны Огибиной. — СПб.: Балтийские сезоны, 2009. — 432 с. — 48 ил. — ISBN 978-5-903368-28-0
- Додин Л. А. Путешествие без конца. Диалоги с миром / Сост. А. Огибиной. — СПб.: Балтийские сезоны, 2009. — 546 с. — ISBN 978-5-903368-19-8
- Додин Л. А. Репетиции пьесы без названия / Лит. запись репетиций А. Огибиной. — СПб.: Балтийские сезоны, 2004. — 480 с. — ISBN 5-902675-01-4
- Lev Dodin. Journey Without End. Reflections and Memoirs. Platonov Observed: Rehearsal Notes / Foreword by Peter Brook. London: Tantalus Books, 2005.
- Додин Л. А. Погружение в миры. «Вишневый сад» / Запись репетиций и сост. А. Огибиной. — СПб.: Балтийские сезоны. — 2016. — 476 с.